# 拉塞尔德普鲁耶
拉塞尔德普鲁耶（法語：Lasserre-de-Prouille，法語發音：[lasɛʁ də pʁuj] ⓘ）是法国奥德省的一个市镇，属于利穆区。

## 地理
拉塞尔德普鲁耶（43°10'45"N, 2°4'59"E）面积4.16 平方千米，位于法国奧克西塔尼大區奥德省，该省份为法国南部沿海省份，北起塔恩省，西北接上加龙省，西接阿列日省，南至东比利牛斯省，东临地中海，东北与埃罗省接壤。
与拉塞尔德普鲁耶接壤的市镇（或旧市镇、城区）包括：布雷济亚克、卡亚韦勒、方若、拉福尔斯、蒙雷阿勒新城。

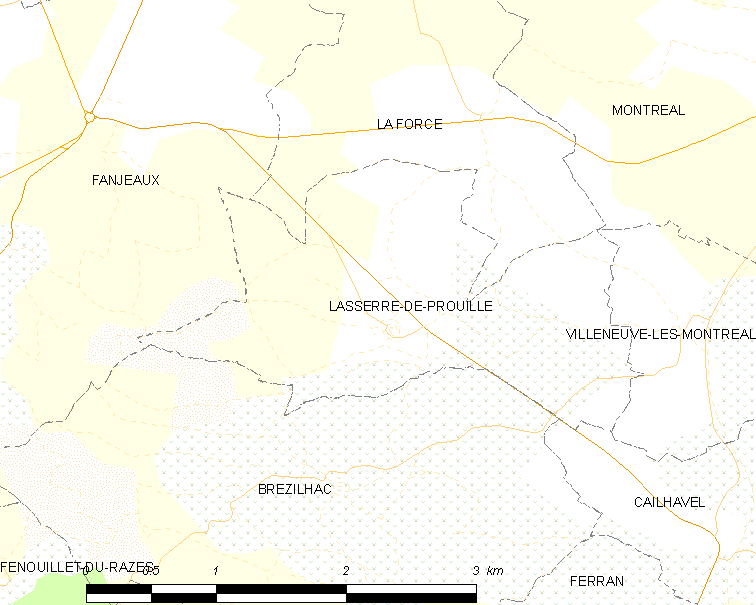
拉塞尔德普鲁耶的OSM定位图

拉塞尔德普鲁耶的时区为UTC+01:00、UTC+02:00（夏令时）。

## 行政
拉塞尔德普鲁耶的邮政编码为11270，INSEE市镇编码为11193。

## 政治
拉塞尔德普鲁耶所属的省级选区为拉皮耶日欧拉泽斯县。

## 人口

1962-2008年间拉塞尔德普鲁耶人口变化图示

拉塞尔德普鲁耶于2022年1月1日时的人口数量为290人。